# Тореро, Альфредо Аугусто
Альфредо Аугусто Тореро Фернандес де Кордова (исп. Alfredo Augusto Torero Fernández de Córdova) (родился в Уачо (Перу), 10 сентября 1930 — умер в Валенсии (Испания), 19 июня 2004) — перуанский антрополог и лингвист. Слава пришла к нему в 1964 после появления его статьи «Los dialectos quechuas» («Диалекты Кечуа»), благодаря которой его часто считают основателем лингвистики стран Андского региона. Среди прочего в этом лингвистическом труде он исследовал ряд важных вопросов этнологии и культуры региона. Помимо кечуа он изучал языки аймара и вымершие языки мочика и пукина.
Интерес Тореро к лингвистике проявился, когда он, будучи студентом в Национальном колледже Девы Марии Гваделупской (исп. Colegio Nacional de Nuestra Señora de Guadalupe), открыл для себя, насколько разными были языки, на которых разговаривали его сокурсники из отдалённых мест Перу. Затем он изучал литературу и общественные науки в Национальном университете Сан-Маркос (исп. Universidad Nacional Mayor de San Marcos) в Лиме и получил докторскую степень в Сорбонне за диссертацию о языке пукина.